# Arte dei Tintori
L'Arte di Tintori fu una delle numerose corporazioni medievali attive in Firenze fin dal XIII secolo e raggiunse il suo massimo splendore durante i primi anni del XIV secolo. Era legata all'importante attività della tintura nel processo di produzione dei tessuti, soprattutto di lana e seta.

## Storia
L'attività tessile fu, in quei due secoli, un'industria cittadina di importanza decisiva per l'economia della città, soprattutto grazie al contributo dei prestigiosi membri della più importante Arte della Lana e dell'Arte di Calimala.

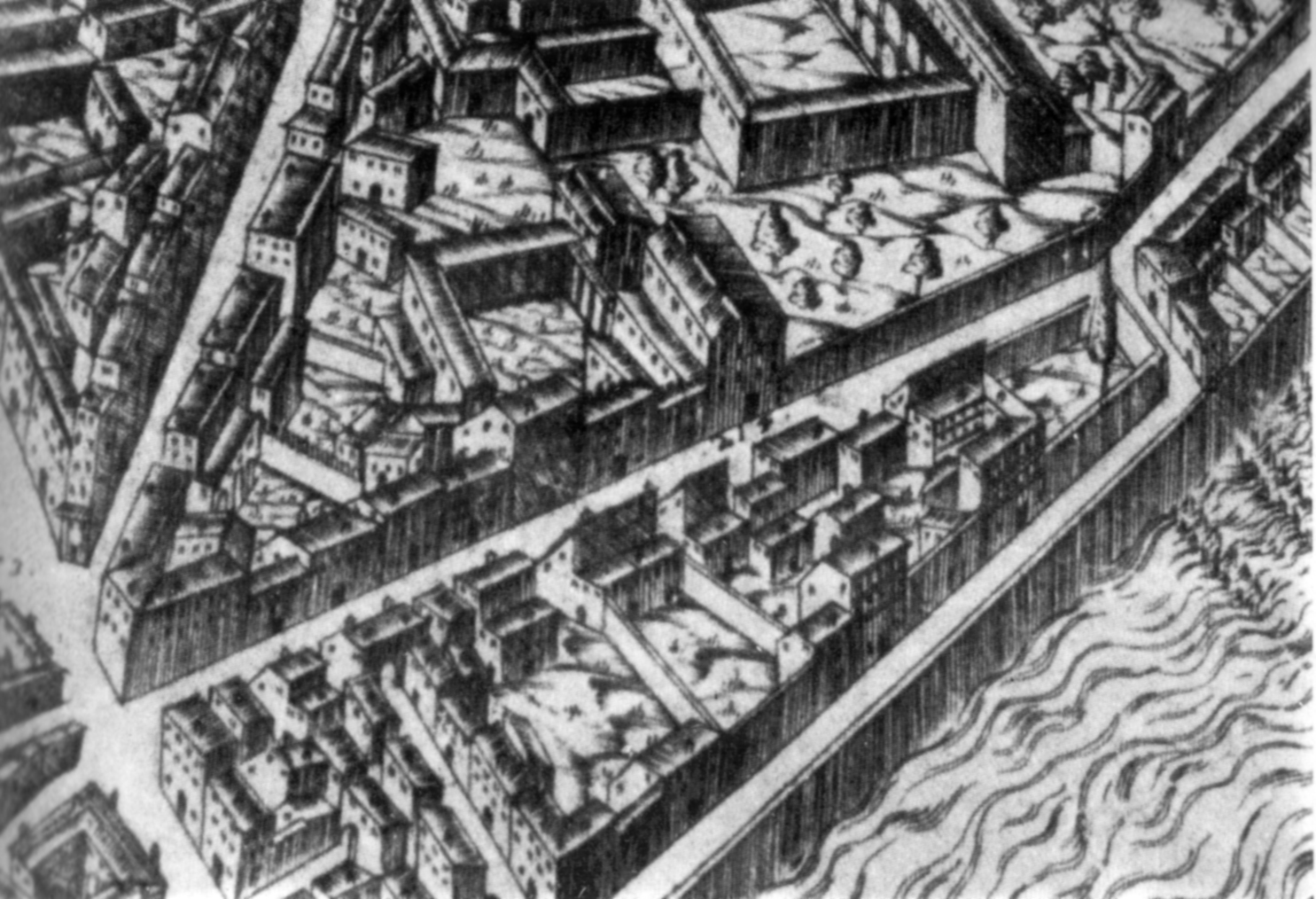
Il corso dei Tintoni nella pianta del Buonsignori (1594), con la chiesa di Sant'Onofrio

All'interno di questa organizzazione di lavoro fin dall'inizio ebbe grande rilievo l'Arte dei Tintori alla cui abilità e competenza si doveva soprattutto la varietà, la stabilità e la brillantezza delle tinte sui tessuti che venivano prodotti attraverso numerosi paesaggi, che impiegavano molti tipi di maestranze specializzate. La colorazione dei panni, grazie alla quale essi venivano poi esportati ad alto prezzo, necessitava di ammoniaca per il fissaggio dei colori e questa era ottenuta esclusivamente dall'urina, rendendo le tintorie particolarmente maleodoranti e sgradevoli. Inoltre richiedeva molta acqua per le operazioni di lavaggio e risciacquo. 
Se di "Arte" intesa come corporazione si poté parlare solo dopo le rivolte del 1378 (e solo fino alla "restaurazione" del 1382), i tintori fiorentini si riunivano in una confraternita almeno dal 1280, detta la Compagnia di Sant'Onofrio dei Tintori, che aveva sede nella prima chiesa di Sant'Onofrio, nel borgo che da essi prese il nome. Qui essi costruirono una residenza per la Compagnia, l'oratorio di Sant'Onofrio e uno "spedale" in cui curare i colleghi affetti dalle malattie professionali che la loro attività comportava (quali dermatiti, congiuntiviti e artrosi) e coloro che erano ormai inabili al lavoro, per infortunio o anzianità. Tuttavia, per evitare la promiscuità tra uomini e donne, essi acquistarono un altro grande appezzamento di terreno in via dei Malcontenti (1339), dove edificarono il complesso dell'"Università dei Tintori", fatto di case, officine, una sede per le riunioni, un nuovo oratorio di Sant'Onofrio, un ospedale femminile e una scuola per i fanciulli, in cui imparare a leggere, scrivere e fare operazioni elementari di conto.

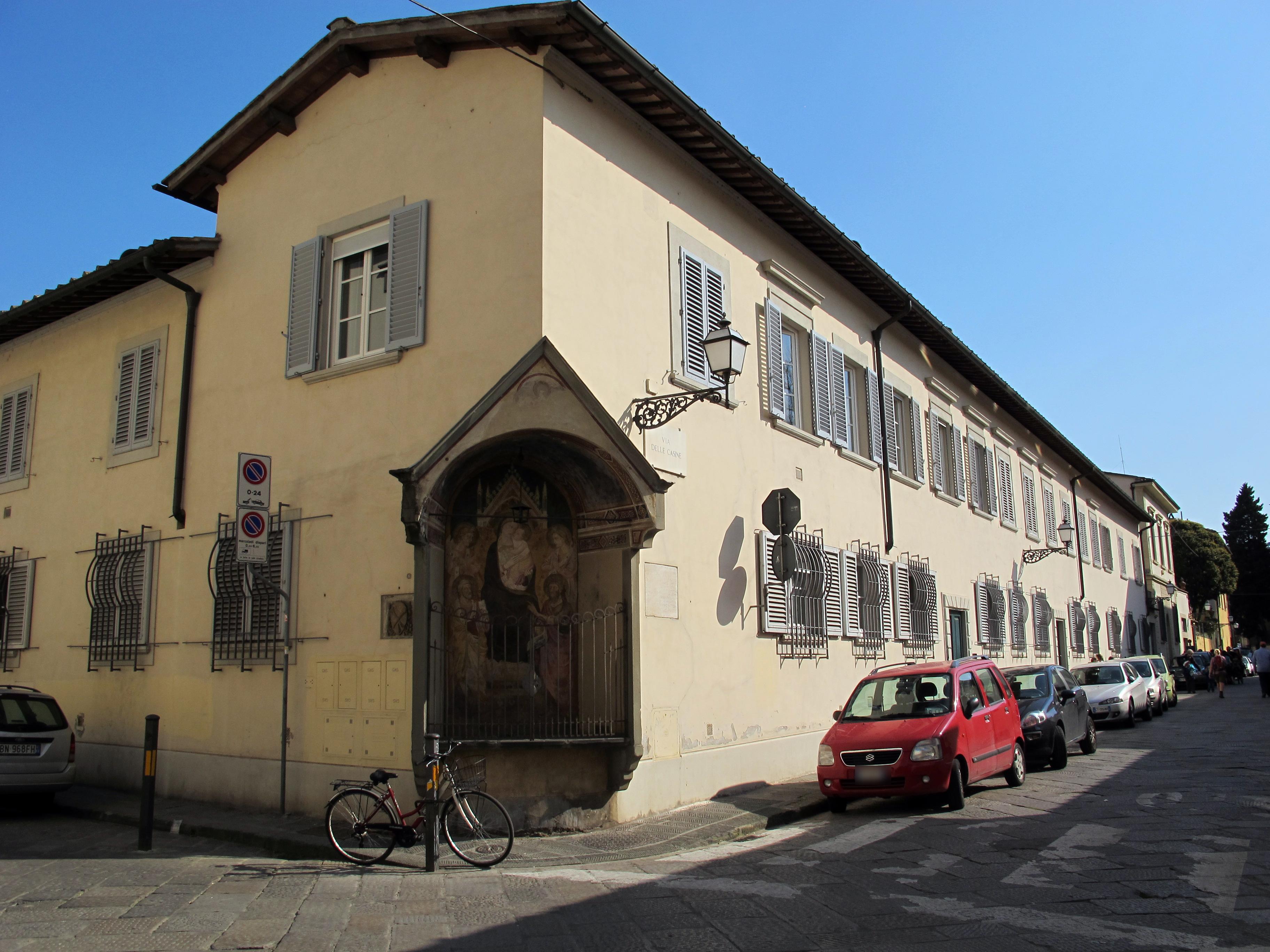
L'ospedale dei Tintori

Dal 1331, ogni 12 giugno festa di sant'Onofrio anacoreta, essi organizzarono inoltre un "palio bianco", in cui gareggiavano i cavalli, gli asini e i muli utilizzati quotidianamente dal tintori per trasportare le balle dei tessuti. Il palio di Sant'Onofrio, che andava dal Canto degli Alberti (angolo via de' Benci) alla torre della Zecca, non era importante come la corsa dei barberi, ma era, fra quelli secondari, uno dei più seguiti. Per questo oggi esiste a Firenze la strada chiamata "corso" dei Tintori.
Nel frattempo la sede principale dei Tintori era divenuta il grande isolato tra le attuali via dei Malcontenti, via delle Casine, via Tripoli e le mura, di cui essi rimasero proprietari, pur con qualche interruzione, fino al 1720, quando venne affidato alle monache Cappuccine provenienti da Perugia. 
Come indennizzo dell'esproprio subìto, ai Tintori vennero date sei case in via Gino Capponi, diciassette rendite al Monte del Sale (il fondo pubblico delle gabelle sul sale), e alcuni locali situati nella zona del Cestello, dove c'era l'ex-tiratoio dell'Uccello. Qui rimisero in piedi l'Università dei Tintori e l'ospedale, ma con la riforma del 1751 la struttura assistenziale (che aveva all'epoca dodici letti) passò sotto la giurisdizione del Magistrato del Bigallo. Sebbene inizialmente la struttura venisse mantenuta e anzi potenziata (arrivando a ventiquattro letti), durante la reggenza di Francesco Stefano di Lorena venne qui impiantata la caserma dei Dragoni, dove vennero stanziate le truppe lorenesi.
Ai Tintori venne allora dato per qualche anno l'ospedale della Santissima Trinità degli Incurabili, in via San Gallo (1782), poi la sede della soppressa Compagnia del Vangelista (1785), diventando esclusivamente un ospizio per anziani e infermi, l'Istituto di Sant'Agnese.

## Organizzazione

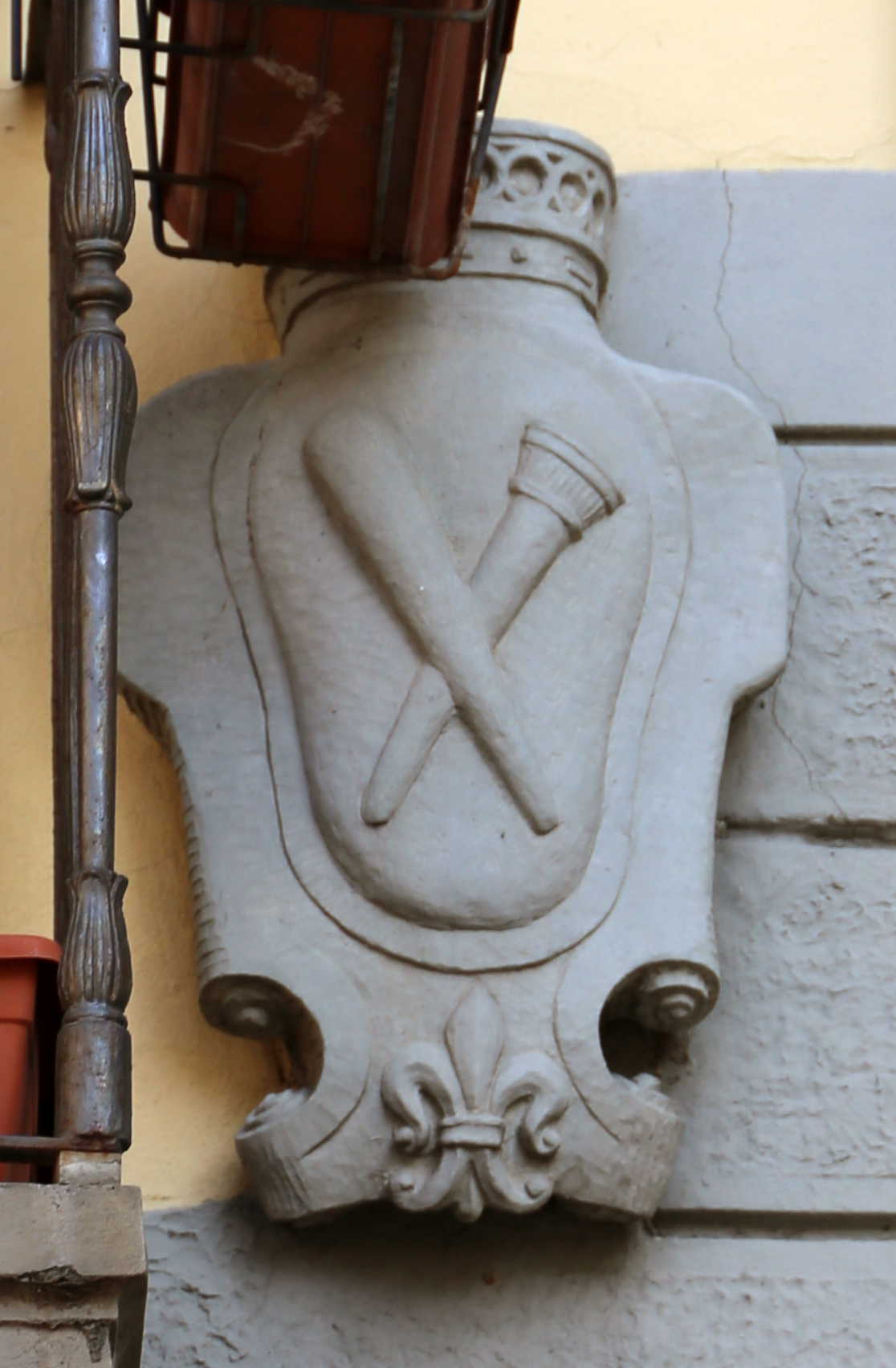
Stemma dei Tintori in piazza Mentana

La categoria dei Tintori si divideva in tre gruppi, quelli dell'Arte Maggiore, forse la meglio organizzata, che tingeva i tessuti nei colori più vari, quelli dell'Arte Minore, specializzati nelle diffuse tinture di color rosso utilizzando come colorante la robbia (rubia tinctorum), sostanza vegetale dalle cui radici si estraeva il principio attivo, e infine quelli dell'Arte del Guado (isathis tinctoria), altro vegetale usato per ottenere una vasta gamma di azzurri. Il colore più difficile era il "morato", ovvero il nero lucido, che era prodotto col gallato di ferro, un segreto gelosamente custodito a Firenze. A parte il rosso e il verde, praticamente ogni coloritura aveva un proprio segreto, dagli azzurri ravvivati con "bagni di campeggio", alle scalature, i toni intermedi più delicati. Prima della tintura i tessuti dovevano essere sgrassati completamente bollendo nel sapone, per questo era necessario disporre di abbondante acqua corrente: non a caso le tintorie erano collocate lungo l'Arno, nel corso dei Tintori e dintorni: durante i lavori di creazione del lungarno delle Grazie vennero infatti trovate tracce di prese d'acqua, volte, cateratte, gore e canaletti, in cui l'acqua, macchiata delle più varie tinte e spesso maleodorante, veniva rimandata verso l'Arno nella totale assenza di fognature.
La straordinaria padronanza di questa complessa Arte, e dei tanti segreti che si tramandarono da una generazione all'altra, consentì di produrre enormi quantità di stoffe: manufatti che ancora oggi vediamo nelle numerose rappresentazioni pittoriche della Firenze rinascimentale e che si fanno apprezzare per la persistenza e la luminosità dei colori ma anche per la straordinaria varietà di tinte disponibili che doveva rispondere e adattarsi alle mutevoli esigenze di un mercato interno e internazionale molto evoluto.
Alla fine del ‘300, con la crisi della produzione della lana, i tintori ebbero minor peso nell'economia cittadina e dovettero adattarsi ad una nuova realtà di mercato perché costretti a lavorare con tecniche e materiali più economici al fine di contenere i costi.

## Stemma
Lo stemma dei Tintori era il pillo e il mazzapicchio incrociati in decusse, insegna che rappresentava i tipici strumenti, detti anche "follatoi" e simili a clave, con cui i tintori spingevano i tessuti nelle conche con i mordenti, dette "vagelli". Lo si vede a fianco del tabernacolo di Sant'Onofrio e in una casa che essi dovettero possedere alla piazza d'Arno.